# Bejalen
Bejalen is een bestuurslaag in het regentschap Semarang van de provincie Midden-Java, Indonesië. Bejalen telt 1440 inwoners (volkstelling 2010).